# La noche que mi madre mató a mi padre
La noche que mi madre mató a mi padre és una pel·lícula de comèdia espanyola estrenada el 29 d'abril de 2016. Està escrita i dirigida per Inés París i protagonitzada per Belén Rueda, Eduard Fernández, María Pujalte, Diego Peretti, Fele Martínez i Patricia Montero. La pel·lícula va participa en la 19a edició del Festival de Màlaga en la secció oficial de llargmetratges.

## Argument
La pel·lícula transcorre durant una nit en què un grup de professionals del món del cinema es reuneixen en una casa. Isabel (Belén Rueda) vol aconseguir un paper en la nova pel·lícula del seu marit Ángel (Eduard Fernández) que és guionista, i de la seva exdona Susana (María Pujalte) que és directora de cinema. Tots intentaran convèncer a l'actor argentí Diego Peretti perquè protagonitzi la nova pel·lícula. Però un contratemps farà que la nit no acabi com ells esperaven: l'arribada del exmarit d'Isabel amb la seva nova parella.

## Repartiment
- Belén Rueda - Isabel París
- Eduard Fernández - Ángel
- María Pujalte - Susana
- Diego Peretti - Ell mateix
- Fele Martínez - Carlos
- Patricia Montero - Álex

## Premis i nominacions
IV Premis Feroz
| Categoria      | Nominats | Resultat |
| -------------- | -------- | -------- |
| Millor comèdia | -        | Nominada |

Festival de Màlaga
| Categoria        | Nominats   | Resultat   |
| ---------------- | ---------- | ---------- |
| Premi del Públic | Inés París | Guanyadora |
| Bisnaga d'Or     | Inés París | Nominada   |

Premis YoGa 2017
| Categoria             | Nominats         | Resultat  |
| --------------------- | ---------------- | --------- |
| Pitjor actor espanyol | Eduard Fernández | Guanyador |